# Канай
Канай-бий (ум. в 1638) — последний правитель (бий) Ногайской Орды (1622—1634). Сын нурадина Динбай-мурзы (1578—1584) и внук Исмаил-бия (1557—1563).

## Биография
В 1619 году скончался правитель Больших Ногаев Иштеряк-бий (1600—1619). Началась междоусобная борьба за власть между различными претендентами на княжество. Русское правительство решило поддержать кандидатуру мурзы Каная, старшего из внуков бия Исмаила. Во время междоусобицы 1619-1620 годов Канай с пятью тысячами улусников обосновался под Астраханью и заявил о своей верности Москве. Сын Каная Гази крестился под именем Михаила и хорошо себя зарекомендовал в годы борьбы с польско-литовскими интервентами. Еще в 1620 году астраханские воеводы сообщали в Москву, что Канай окажется самой удобной кандидатурой для царского правительства в должности бия.
В ноябре 1622 года в Астрахани русские власти провозгласили Каная новым бием Ногайской Орды. Русское правительство назначило Каная бием Больших Ногаев, а нурадином — Кара Мухаммад-мирзу (1622—1631), сына Ураз Мухаммад-бия. Занимал пророссийскую позицию и был сторонникам примирения с калмыками.
В 1622 году калмыцкие тайши перешли р. Яик, разгромили и стали вытеснять ногайцев на крымскую сторону Волги. Большие ногаи, кочевавшие по берегам Волги, Яика и Эмбы, стали покидать свои старые кочевья и переселяться на другую сторону Волги. Большие ногаи переправлялись на крымскую сторону Волги между Саратовом и Самарой и стали участвовать вместе с малыми ногаями в набегах на южнорусские земли.
В октябре 1625 года русские власти в Астрахани назначили новых кековата и тайбугу. Кековатом стал Джан-Мухаммед, глава клана Тинмаметовых, а тайбугой — Султанай, один из мурз Алтыульской Орды.
После нападения превосходящих сил калмыцкой орды и переселения ногайцев на другой берег Волги Большая Ногайская Орда окончательно пришла в упадок. Власть ногайского бия и нурадина лишилась всякого авторитета. После потери своих прежних кочевий за Волгой большие ногаи вынуждены были кочевать близ Астрахани. Ногайские улусы лишились прежней свободы передвижения и находились под контролем астраханских воевод. Донские казаки удерживали ногайские улусы от перехода на крымскую сторону Дона для соединения с Малыми Ногаями и Крымским ханством. Все это не позволяло ногайцам участвовать в набегах на русские земли.
В 1629 году ногайский князь Канай-бий обратился через воевод к царю Михаилу Фёдоровичу с прошением взять на себя управление Ногайской ордой. Однако московское правительство оставило без ответа просьбу ногайского бия.
В начале 1630-х годов калмыцкие тайши возобновили своё наступление на больших ногаев. До этого времени калмыки появлялись в заволжских степях на короткий срок и быстро исчезали за Яиком и Эмбой. Некоторые ногайские мурзы со своими улусами под давлением русского правительства стали возвращаться на свои старые кочевья за Волгой. Однако же теперь калмыки продвинулись до самой Волги и окончательно вытеснили Больших Ногаев из волжских степей.
В конце 1630 года калмыцкие тайши вместе с алтаульскими ногайцами совершили нападение на заволжские кочевья нурадина Кара Мухаммад-мирзы и разгромили их. Ногайские мурзы, понеся большие потери, отступили под Астрахань. Нурадин Кара Мухаммад-мирза поссорился с бием и в 1631 году погиб в бою с сыновьями Иштерека. В 1633 году Канай-бий безуспешно просил русское правительство организовать военный поход против калмыков.
В 1633 году в ответ на набеги азовцев и кубанских ногайцев на южнорусские земли,
царское правительство предприняло карательный поход против Малых Ногаев. Состоялся совместный поход русского войска с донскими казаками и больших ногаев под командованием воевод князя В. И. Туренина и князя П. И. Волконского. Канай-бий выделил на помощь московским воеводам до восьми тысяч всадников (ногайцев, едисан и юртовских татар). Этим воспользовались калмыки во главе с главным тайшой Хоурлюком для окончательного разгрома Ногайской Орды. Калмыки разорили заволжские улусы больших ногаев, которые после этого окончательно переправились на крымскую сторону Волги. В сентябре 1633 года калмыки напали на кочевья кековата Джан-Мухаммеда, который со своими улусами переправился на западный берег Волги. В январе 1634 года калмыцкие мурзы совершили нападение на кочевья Канай-бия, который также вынужден был перейти на крымскую сторону Волги. Не получив помощи от астраханских воевод в борьбе против калмыков, ногайские мурзы со своими улусами стали откочевывать во владения крымского хана.
Правитель Больших Ногаев Канай-бий, лишившись большинства подданных, вступил в переговоры с астраханским воеводой князем А. Н. Трубецким, прося у него военной поддержки против калмыков. В 1634 году Канай-бий был обвинен русскими властями в тайных связях с калмыцкими тайшами и заключен в Астраханскую тюрьму. В марте 1637 года Канай написал челобитную на имя царя, прося отпустить его на свободу: «А ныне на старость безвинного меня не вели убить, чтоб на старость мне в дурнои славе не умереть».
Согласно российскому историку В. В. Трепалову, в середине 1638 года последний правитель Больших Ногаев Канай-бий скончался в русском плену в Астрахани.